# Ким, Василий (Герой Социалистического Труда)
Василий Ким (1917 год, село Милоградово, Ольгинский уезд, Приморская область — дата смерти неизвестна) — звеньевой колхоза «Новый путь» Нижне-Чирчикского района Ташкентской области, Узбекская ССР. Герой Социалистического Труда (1951).

## Биография
Родился в 1917 году в крестьянской семье в деревне Милоградово Ольгинского уезда.
Окончил семилетку. В 1937 году депортирован в Ташкентскую область Узбекской ССР. Трудился рядовым колхозником, звеньевым корейского колхоза «Новый путь» (позднее — «Победа», имени Кагановича) Нижне-Чирчикского района.
В 1950 году звено Василия Кима получило в среднем по 112,3 центнера зеленцового стебля кенафа с каждого гектара на участке площадью 5 гектаров. Указом Президиума Верховного Совета СССР от 17 июля 1951 года «за получение в 1950 году высоких урожаев зеленцового стебля кенафа на поливных землях при выполнении колхозами обязательных поставок и контрактации по всем видам сельскохозяйственной продукции, натуроплаты за работу МТС и обеспеченности семенами всех культур для весеннего сева» удостоен звания Героя Социалистического Труда с вручением ордена Ленина и золотой медали «Серп и Молот».
Позднее проживал в Душанбе.
Дата смерти не установлена.